# 1992 (Son Mieux)
1992 is een nummer van de Nederlandse indierockband Son Mieux uit 2021. Het is de derde single van hun debuutalbum The Mustard Seed.
"1992" is een nummer met een nostalgisch karakter. De tekst is een brief van zanger Camiel Meiresonne aan zijn jongere zelf. Het nummer heeft als strekking dat iedereen weleens terugverlangt naar de onbezorgde kindertijd. Meiresonne vertelde bij Sander Hoogendoorn op NPO 3FM: "Toen ik begon met het schrijven van deze plaat moest ik echt even helemaal terug naar de basis van wie ik was. Ik kreeg ineens heel veel herinneringen terug over hoe ik me voelde en hoe ik de wereld zag toen ik klein was." De plaat werd een bescheiden succes in Nederland; het bereikte de 12e positie in de Tipparade.

## NPO Radio 2 Top 2000
1992 stond alleen in 2022 in de NPO Radio 2 Top 2000, op plek 1788.